# Ontem ao Luar
Ontem ao Luar es una canción brasileña. Originalmente titulada Choro e Poesia, la polca de Pedro de Alcântara fue compuesta en 1907. En 1913, Catulo da Paixão Cearense escribió la letra de la canción y la renombró. En 1971, cuando Love Story se estrenó en Brasil, los especialistas notaron similitudes entre el tema de la película y la melodía de Alcântara y especularon sobre un posible plagio. Su versión más conocida, de 1918, fue interpretada por Vicente Celestino . Carlos Galhardo, Fafá de Belém, Marisa Monte, entre otros, también grabaron la canción. En 2019, la interpretación de Rubel formó parte de la telenovela Éramos Seis .